# Palača Jacquesa Cœurja
Palača Jacquesa Cœurja je velik hôtel particulier – mestni dvorec, ki ga je zgradil Jacques Cœur zase in za svojo družino v Bourgesu v Franciji. Značilnost hôtela "à la française", ki obstaja že od srednjega veka, velja zaradi elegance svoje arhitekture, bogastva in raznolikosti okrasja za eno najrazkošnejših posvetnih stavb flamboyant gotike.
Stavba je po seznamu 18402 uvrščena med zgodovinske spomenike.

## Lokacija
Palača Jacquesa Coeurja stoji v središču mesta Bourges med zgornjim in spodnjim mestom na pobočju hriba na rue Jacques Coeur. Spodaj poteka ulica rue des Arènes vzdolž starega galo-rimskega obzidja Avaricuma, medtem ko sedanja ulica Jacques Coeur, ki je obstajala pred gradnjo, določa zgornjo mejo in omogoča enostaven dostop do preostalega mesta, vključno s kraljevo palačo (danes je izginila), tržnice in stolnice.

## Zgodovina
Jacques Cœur, ki je bil rojen v Bourgesu in je tam začel svojo kariero, je leta 1443 kupil zemljišče od Jeana Belina, kanonika Sainte-Chapelle de Bourges. Coeur pa ni imel časa uživati, saj je bil leta 1451 aretiran, obsojen in nato izgnan. Gradbena dela so bila končana leta 1453, v času, ko je bil zaprt. Kralj Karel VII. Francoski je posest zasegel, ko je bil Cœur obsojen, vendar jo je leta 1457 vrnil Cœurjevim otrokom, potem ko je sam Cœur leto prej umrl v izgnanstvu.
Leta 1501 je eden od vnukov Jacquesa Cœurja palačo prodal Antoinu Turpinu, lokalnemu veljaku, ta pa jo je leta 1552 prodal diplomatu Claudu de l'Aubespinu, baronu de Châteauneufu. Maja 1679 je bila pripisana Jean-Baptistu Colbertu, ki jo je januarja 1682 vrnil mestu Bourges. Nato so v njej gostovale različne občinske službe.
Palača je utrpela nekaj škode med francosko revolucijo, ko je bil uničen veliki konjeniški kip Karla VII. nad glavnim vhodom. Leta 1820 je postala sodna palača, ki je gostila tribunal d'instance in cour d'appel departmaja Cher. Prosper Mérimée jo je leta 1837 opredelil kot pomembno kulturno dobrino, nato pa je bila uvrščena na prvi francoski seznam zgodovinskih spomenikov iz leta 1840. Mestna občina Bourges jo je leta 1858 prodala departmaju in državi, nato pa je prva obnovitvena akcija trajala do leta 1885.
V 1920-ih je departma Cher prodal svoj delež francoski državi in sodne dejavnosti so bile prekinjene. Drugo, veliko bolj skrbno restavratorsko akcijo sta vodila arhitekta Henri Huignard in Robert Gauchery od leta 1927 do 1937. Kamen so ponovno očistili v začetku leta 2000.
Palačo Jacquesa Cœurja zdaj upravlja Center des monuments nationaux in je odprta za javnost kot glavna lokalna turistična atrakcija.

## Opis
- Zunanja fasada z dvojnimi sredinskimi vrati, vhod danes vodijo servisna vrata na desni
- Okno kapele
- Jacques Cœur.
- Prizor[5] na zatrepu vrat, ki vodijo v kuhinjo.
- Kamin dvorane Sveta[6]

Palača vključuje zasebne prostore (komora Galées, soba zakladnice) in javne prostore, vključno s prostori s socialno funkcijo (soba za praznike) in pomožnimi prostori (pisarna s servirno loputo, kurilnica in kuhinja, pečice, garderoba), temnico, tri dvorišča, kapelo, osem spiralnih stopnišč, golobnjak na podstrešju in notranje dvorišče, ki ga s treh strani uokvirjajo odprte galerije z arkadami v obliki košatih ročajev.
Stavbe, stisnjene med ulico, katere trase ni mogoče spremeniti, in galo-rimskim ograjenim prostorom, ki se ga je bil Jacques Cœur prisiljen obdržati, se razprostirajo okoli notranjega dvorišča. Vzpenjajo se, vsaj kar zadeva glavnino, v treh nadstropjih, od katerih je prvo od pritličja ločeno z vencem, zadnje pa je pokrito s streho in osvetljeno z mogočnimi mansardnimi okni. Višina sledi pravilnemu rastru, ki temelji na izrazitem prepletu vertikal (superponirani in sešteti oboki, na travejah, bogato okrašena arkada) in horizontal.
Sprednja fasada na zahodu, ki je obrnjena proti ulici, je v slogu flamboyant gotike. Njeno prvo nadstropje se zaključi z vencem in balustrado, kjer se ponovno pojavi običajen motiv, izposojen iz samega imena Jacquesa Cœurja, srca in školjke. Ta zunanja fasada ima dvojna osrednja vrata (ozka vrata za pešce in dvokrilna vrata za kočije), ki so prebodena pod pravokotnim paviljonom, nad katerim je stal konjeniški kip Karla VII. pod baldahinom, razbit med revolucijo. Ta kip uokvirjata dve lažni okni, ki verjetno predstavljata Jacquesa Cœurja in njegovo ženo Macée de Léodepart (manjšinska hipoteza vidi služabnika in služabnico Jacquesa Cœurja). Zunanja fasada gleda na trg, kjer stoji marmorni kip Jacquesa Cœurja, ki ga je izdelal Auguste Préault in ga leta 1874 podelil mestu Bourges (manifestacija regionalnega historicizma), župan Eugène Brisson pa ga je odkril 15. maja 1879.
Notranja zadnja fasada je zgrajena na galsko-rimskem obzidju oppiduma Bourgesa, od katerega vključuje tri stolpe s svojimi kurtinami, dolgimi več kot sto metrov.
Nad vhodom je kapela; timpanon okna te kapele je okrašen z veliko lilijo, ki jo obdajata dve srci, kar je eden od znakov spoštovanja kralja.
Južna galerija ima dva monumentalna dimnika: en, imenovan »Les loisirs de la noblesse«, ima plašč razdeljen na tri slepe arkade in katerega friz prekinjajo vrhovi lokov v rozeti.
Velika slavnostna soba, imenovana banketna dvorana, ima monumentalen kamin, ki zavzema celotno površino južne stene, in ploščad, kjer so sedeli glasbeniki, ki so spremljali bankete. Balustrada te galerije je okrašena z emblemi Jacquesa Coeurja: srce in školjka ter njegov moto: »reci, naredi, molči, moje veselje«. Prisotne so tudi hipokavstne pečnice.
Nekateri privrženci ezoterike so menili, da v Jacquesu Coeurju vidijo začetnika v alkimije. Njegova palača bi tako vključevala veliko alkimističnih simbolov, vendar te razlage puščajo zgodovinarje v dvomih.